# Onnagata

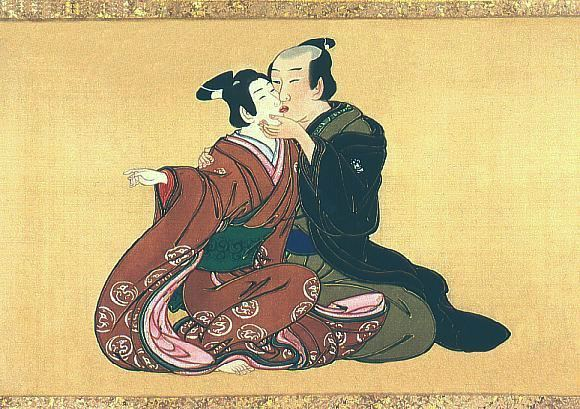
"Un samurai i el seu xicot". Els joves onnagata eren molt buscats pels sofisticats de l'època. Miyagawa Issho, ca. 1750; kakemono-e shunga; sumi, color i gofun sobre seda. Col·lecció privada.

Els onnagata o oyama (japonès: 女形・女方, "paper de dona") són actors masculins que es fan passar per dones en el teatre kabuki japonès. El kabuki exclusivament masculí modern es coneixia en un principi com a yarō kabuki (kabuki d'homes) per distingir-lo d'altres formes anteriors. A principis del segle xvii, poc després de l'aparició del gènere, molts teatres kabuki tenien un repartiment exclusivament femení (onna kabuki), amb dones fent el paper d'homes quan era necessari. El wakashu kabuki (kabuki de nois adolescents), amb un repartiment compost completament per atractius homes joves interpretant papers masculins i femenins, i sovint tractant temes eròtics, es va crear al voltant del 1612.(p90)
Tant els onnagata com els wakashu (o els wakashu-gata, actors que s'especialitzaven en papers masculins d'adolescents, i normalment adolescents ells mateixos), gaudien de molta apreciació tant per part dels clients masculins com dels femenins, i sovint es prostituïen. Els repartiments exclusivament masculins van ser la norma a partir del 1629, quan es va prohibir a les dones que apareguessin al kabuki degut a la freqüent prostitució de les actrius i a les violentes baralles entre clients pels favors de les actrius.(pp90-91) Aquesta prohibició no va aturar els problemes, però, ja que els actors joves (wakashu) també eren fervorosament perseguits pels clients.
El 1642 es van prohibir els papers onnagata, i com a resultat les obres només incloïen personatges masculins. Aquestes obres seguien tenint contingut eròtic i normalment incloïen molts papers wakashu, sovint tractant temes de nanshoku (homosexualitat masculina); els dirigents van respondre prohibint també els papers wakashu.(p92) La prohibició dels onnagata es va aixecar el 1644, i la dels wakashu el 1652, amb la condició que tots els actors, independentment del paper, adoptessin l'estil de pentinat dels adults masculins amb el cap afaitat. Els actors onnagata i wakashu aviat van començar a dur un petit mocador de cap morat (murasaki bōshi o katsura) per tapar la part afaitada, cosa que va esdevenir una icona dels seus papers i finalment va acabar imbuït d'un significat eròtic.(p132) Després que les autoritats revoquessin la prohibició que els actors onnagata i wakashu duessin perruca, el murasaki bōshi va ser substituït per una perruca i ara sobreviu en algunes obres antigues i com a accessori cerimonial.
Quan es va introduir el cinema en el Japó a finals del segle xix, els oyama van seguir representant a dones a les pel·lícules fins a principis dels anys 1920. En aquell moment, però, s'estaven convertint en moda les actrius reals amb la introducció de les pel·lícules realistes shingeki. Els oyama van organitzar una protesta a Nikkatsu el 1922 en reacció violenta contra la manca de treball degut a això. El kabuki, tanmateix, segueix essent exclusivament masculí encara ara.
Els oyama segueixen apareixent al kabuki avui en dia, tot i que el terme onnagata és el que s'ha acabat usant amb més freqüència.

## Oyama destacats
- Bando Tamasaburo
- Nakamura Utaemon VI
- Yoshizawa Ayame